# 好礼
好礼，元朝军事人物，蒙古脱脱里台氏，纽儿杰的孙子，布智儿的长子。    
好礼事奉忽必烈，备宿卫。丞相伯颜伐南宋，表奏好礼督水军攻打襄樊，渡长江入临安，以功授昭毅大将军、水军翼万户府达鲁花赤。其弟别帖木儿，官至吏部尚书；补儿答思，官至云南宣慰使；不兰奚，袭父职，为水军翼万户招讨使，镇守江阴，改镇通州；不兰奚之子完者不花，官至辽阳行省理问。